# Райдер, Гай
Гай Райдер (англ. Guy Ryder; родился 3 января 1956 года, Ливерпуль, Великобритания) — британский международный государственный служащий, генеральный директор Международной организации труда (МОТ). 8 октября 2022 года Райдер назначен заместителем генерального секретаря ООН по вопросам политики.

## Краткая биография
Гай Райдер родился в Ливерпуле в 1956 году. Он изучал социальные и политические науки в Кембриджском университете, а также латиноамериканистику в Ливерпульском. Затем работал в Международной конфедерации свободных профсоюзов (МКСП). 
С 1985 года Райдер занимал должность секретаря Промышленно-торговой секции Международной федерации коммерческих, канцелярских, профессиональных и технических служащих (FIET) в Женеве.
В 1988 году он стал заместителем директора женевского отделения Международной конфедерации свободных профсоюзов (МКСП), затем в 1993 году был назначен его директором.
В 1998 году Райдер впервые присоединился к Международной организации труда (МОТ) в качестве директора Бюро по деятельности рабочих, а затем в 1999 году стал директором Канцелярии Генерального директора МОТ.
В 2002 году Райдер был назначен генеральным секретарем Международной конфедерации свободных профсоюзов (МКСП), базирующейся в Брюсселе, где он возглавил процесс, описанный как глобальное объединение демократического международного профсоюзного движения. Он также стал ведущей фигурой Глобального призыва к действиям против бедности (GCAP), от имени которого он выступал на Всемирном саммите 2005 года. Он был избран первым генеральным секретарем Международной конфедерации профсоюзов (МКП), когда она была создана в 2006 году, и возглавлял ее делегации на переговорах с Организацией Объединенных Наций, МВФ, Всемирным банком и Всемирной торговой организацией, а также на саммитах лидеров G20.
В ноябре 2006 года стал генеральным секретарем Международной конфедерации профсоюзов (МКП). В сентябре 2012 года был назначен исполнительным директором Международной организации труда (МОТ) в Женеве.
1 октября 2012 года возглавил Международную организацию труда (МОТ), сменив на этом посту Хуана Сомавиа.
3 марта 2022 года Гай Райдер присоединился к решительному осуждению Генеральной Ассамблеей ООН агрессии со стороны Российской Федерации по отношению к Украине .
8 октября 2022 года Райдер назначен заместителем генерального секретаря ООН по вопросам политики.

## Награды
- Командор ордена Британской Империи (13 июня 2009 года)[7].
- Орден Дружбы (22 апреля 2019 года, Россия) — за большой вклад в развитие международного сотрудничества в сфере трудовых отношений и продвижение принципов социального партнёрства, укрепление двустороннего взаимодействия между Российской Федерацией и Международной организацией труда[8]